# Cotorra de Bonaparte
La cotorra de Bonaparte (Pyrrhura lucianii) és una espècie d'ocell de la família dels psitàcids que habita la selva humida de l'Estat brasiler de l'Amazones, al sud del riu Solimões.